# Alexander Mikhaylovich Zaytsev
Alexander Mikhaylovich Zaitsev (em russo:  Алекса́ндр Миха́йлович За́йцев), também grafado como Saytzeff e Saytzev (2 de julho de 1841 – 1 de setembro de 1910), foi um químico russo de Cazã. Ele trabalhou em compostos orgânicos e propôs a regra de Zaitsev, que prevê a composição do produto de uma reação de eliminação.

## Primeiros anos
Zaitsev era o filho de um comerciante de chá e açúcar, que havia decidido que seu filho deveria segui-lo nos negócios mercantis. No entanto, a pedido de seu tio materno, o físico Lyapunov, Zaitsev foi autorizado a matricular-se na universidade de Cazã para estudar economia. Neste momento, a Rússia estava experimentando o sistema cameral, o que significa que todos os estudantes diplomados em direito e economia de uma universidade russa tinham que tomar dois anos de química. Zaitsev foi assim apresentado a Aleksandr Mikhailovich Butlerov.
Logo no início, Zaitsev começou a trabalhar com Butlerov, que viu claramente nele um excelente químico de laboratório, e cujas ações posteriores mostraram que ele sentia que Zaitsev era um trunfo para a química orgânica russa. Com a morte de seu pai, tomou seu diplom em 1862, e imediatamente foi para a Europa ocidental para continuar seus estudos químicos, estudando com Hermann Kolbe em Marburg, e com Charles Adolphe Würtz, em Paris. Este foi diretamente contra as normas aceitas da época, em que o estudante teve de concluir a graduação Kandidat (aproximadamente equivalente a graduação atual de filosofia em medicina), e em seguida, passou dois ou três anos em estudo no exterior (a komandirovka), antes de voltar para a Rússia como assistente de laboratório assalariado estudando para o doutorado.
Entre 1862 e 1864, ele estudou com Kolbe em Marburg, e aqui Zaitsev descobriu os sulfóxidos e sais trialquil sulfônicos. Em 1864, ele se mudou para Paris, onde trabalhou por um ano nos laboratórios de Würtz antes de retornar a Marburg em 1865. Neste momento, Kolbe aceitou o chamado de Leipzig, e Zaitsev, agora sem dinheiro, voltou para a Rússia. Em seu retorno, Zaitsev novamente se juntou a Butlerov como assistente não remunerado. Durante este tempo, ele escreveu uma dissertação Kandidat com sucesso.